# Julio Bernárdez García
Julio Alberto Bernárdez García (Madrid, 1945) es un periodista español.

## Biografía
Inicia su carrera profesional en el diario MARCA donde trabaja hasta 1974.
Ingresa en Televisión española en 1974. Integrado desde el primer momento en los servicios informativos. El 1976 es director de los SSII de TVE en el Centro de Producción de Programas de Canarias. En 1977 es director-adjunto de la Primera Edición del Telediario. Y ocupa el mismo cargo en Crónica de Siete días desde abril de 1979.Ese mismo año ocupa el cargo de Subdirector del desaparecido diario Informaciones, que dirigía Emilio Romero. En 1981 llega a dirigir el área de deportes de los Servicios Informativos. 
Vinculado con el Partido Socialista Obrero Español, del que fue militante hasta 1990. Dirige en 1982 la publicación oficial del partido El socialista. Tras la llegada de José María Calviño a la dirección de RTVE, es nombrado director del Telediario del fin de semana en febrero de 1983, con presentación de Rosa María Mateo. Un año después, en julio de 1984, sustituye a Luis Mariñas como director de la segunda edición de Telediario, el informativo con mayor seguimiento de España.
En marzo de 1985 pasa a ocupar la Corresponsalía de TVE en París en sustitución de Pablo Sebastián. De regreso a España, en febrero de 1989 es nombrado, director de Deportes de la cadena pública, cargo que ocupa hasta 1990. El área de deportes pertenece a los SSII, mientras que Deportes es una dirección autónoma.
En ese momento vuelve al exterior y ejerce de corresponsal en Bruselas hasta 1996.
Desde 2004 realiza la cobertura para TVE de los viajes al exterior de miembros del Gobierno, en condición de corresponsal diplomático.
En aplicación del ERE se prejubila. en diciembre de 2007.

## Premios
- Premio Salvador de Madariaga de periodismo (1996).

## Libros publicados
- "El cangrejo enojado" Novela. (2022) Libros.com
- "Amar a una terrorista" Novela. (2017) Editorial Amarante.
- "El deporte correctamente hablado" (1998).
- "Europa: entre el timo y el mito" (1995). Temas de Hoy

- Datos: Q5954993